# Rugăciuni pentru Bobby
Rugăciuni pentru Bobby (titlu original: Prayers for Bobby) este un film american de televiziune biografic dramatic din 2009 regizat de Russell Mulcahy. Rolurile principale au fost interpretate de actorii Sigourney Weaver, Henry Czerny și Ryan Kelley.

## Prezentare
Mary Griffith este o creștină prezbiteriană din California, care își crește copiii în conformitate cu învățăturile protestante. Confruntată cu homosexualitatea fiului ei Bobby și crezând că aceasta ar fi o înclinație păcătoasă, își convinge fiul să efectueze o terapie, în speranța unei reorientări în sens heterosexual. Întreaga familie îl determină pe Bobby să creadă el însuși că orientarea sa nu ar fi dorită de Dumnezeu. În cele din urmă Bobby se sinucide aruncându-se de pe un pod. Distrusă sufletește, mama lui Bobby intră contact cu Metropolitan Community Church⁠(en)[traduceți], o biserică protestantă deschisă comunității LGBT. Treptat Mary Griffith își dă seama că a greșit în privința lui Bobby și se autoculpabilizează. Cunoscând ideile preconcepute cu care se confruntă tinerii LGBT, Mary Griffith decide să nu rămână doar la „rugăciuni pentru Bobby” (titlul filmului), ci să se implice în combaterea sinuciderii în rândul tinerilor LGBT. La sfârșitul filmului apare informația că Mary Griffith a vorbit în data de 6 decembrie 1995 în fața membrilor Congresului Statelor Unite.

## Distribuție
- Sigourney Weaver - Mary Griffith⁠(en)[traduceți]
- Henry Czerny - Robert Griffith
- Ryan Kelley - Bobby Griffith
- Austin Nichols - Ed Griffith
- Dan Butler - the Rev. Whitsell
- Carly Schroeder - Joy Griffith
- Shannon Eagen - Nancy Griffith
- Scott Bailey - David
- Bryan Endress-Fox - Greg
- Rebecca Louise Miller - Jeanette
- Marshall McClean - Reverend Owens
- Mary Griffith⁠(en)[traduceți] - ea însăși